# برت رام گیلبوی
برت رام گیلبوی (انگلیسی: Bertram Gilboy؛ ۱۵ اوت ۱۸۹۴ – March 1974 (aged 79)) بازیکن فوتبال اهل بریتانیا بود.
از باشگاه‌هایی که در آن بازی کرده‌است می‌توان به باشگاه فوتبال هادرزفیلد تاون، باشگاه فوتبال ساوتند یونایتد، و باشگاه فوتبال پرستون نورث اند اشاره کرد.